# Rhododendron thomsonii
Rhododendron thomsonii är en ljungväxtart. Rhododendron thomsonii ingår i släktet rododendron, och familjen ljungväxter. Utöver nominatformen finns också underarten R. t. lopsangianum.

## Bildgalleri

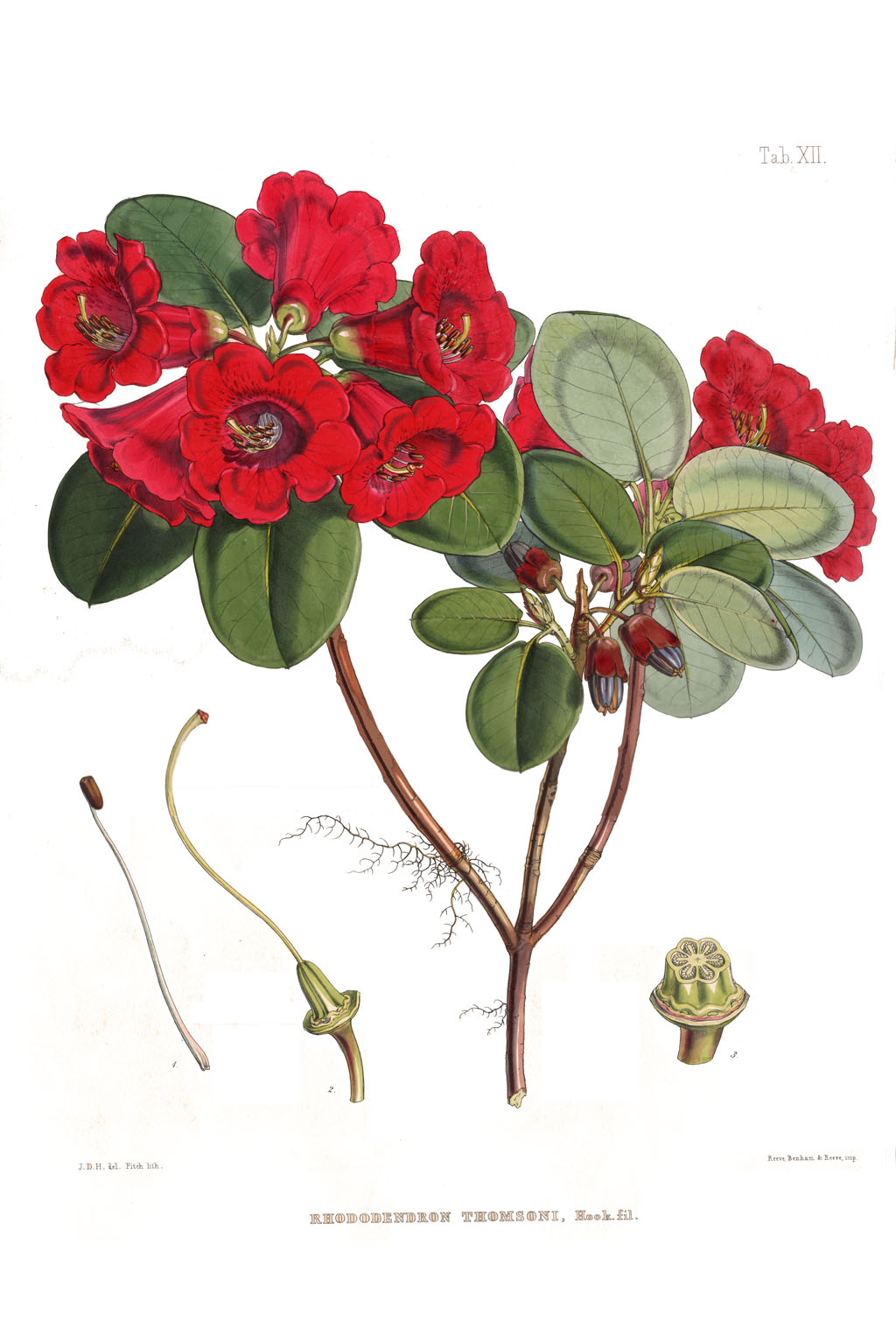